# Sylvester János

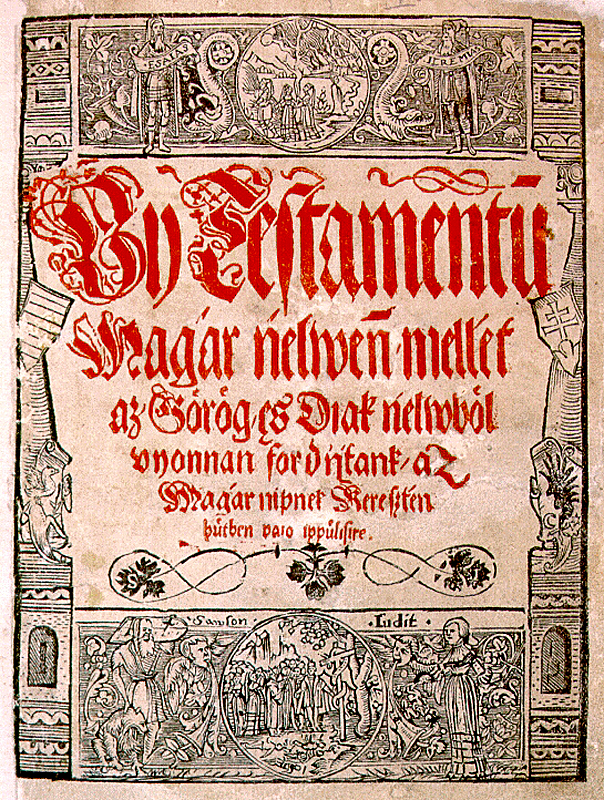
Ulj Testamentũ Mag'ar ńelveñ mell'et az Goͤroͤg és Diak ńelvboͤl vijonnan fordijtank az Mag'ar nipnek Kereßt'en huͤtben valo ippuͤliſire címmel (Újsziget, 1541)

Sylvester János (kevésbé ismert nevén Erdősi János) (Szinérváralja, 1504 körül – ? , 1551 után) humanista tudós, bibliafordító, a magyar esszéirodalom megteremtője.

## Életpályája
1526–1527-ben Krakkóban tanult és a magyar burzában élt, itt ismerkedett meg Erasmus eszméivel. 1529-ben, majd 1534 őszétől 1536-ig Wittenbergben tanult. 1534-ben került Nádasdy Tamás szolgálatába, az ő sárvári birtokain, az ottani iskolában tanított, egyúttal a Nádasdy alapította nyomdát vezette. 1543 végéig maradt Újszigeten. 1543 végétől vagy 1544 elejétől a bécsi egyetemen előbb a héber, később a görög nyelv tanára volt.

## Főbb művei

### Nyelvtana

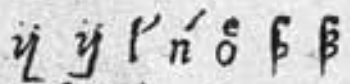
Sylvester János „ ii̢ ij l’ ń oͤ ſ_{ↄ} ß ” betűi

- Ioannes Sylvester: Grammatica Hungarolatina.  (latin) (magyarul) Neanesi [= Sárvár-Újsziget]. 1539. – Új kiadása angol nyelvű bevezetővel és jegyzetekkel: Grammatica Hungarolatina. Főszerk. Bartók István. Budapest: Akadémiai k., Argumentum. 2006.  = Bibliotheca Scriptorum Medii Recentisque Aevorum, Series Nova,  15. ISBN 963 446 392 4
- Rudimenta grammatices Donati... Autore Christoforo Hegendorphino [Dévai Biró Mátyás]; fakszimile szöveggond. Molnár József /  Sylvester János: Grāmatica Hvngarolatina in usum puerorū recēs scripta loanne Syluestro Pannonio autore / Orthographia Vngarica...; ELTE, Bp., 1977 (Fontes ad historiam linguarum populorumque uraliensium)

Sylvester János az első magyar nyelvtan szerkesztője, a magyar nyelv tudatos művelője volt. Vele kezdődik a magyar nyelvtantudomány és a törekvés az egységes helyesírásra.
Sylvester helyesírása a következő módon tér el a maitól:
| Sylvester | ā | ćz (cz) (c[A]) | cz | ę ê (é) | ǵ (g[A]) | g (gh[A]) | i   | i[B] | y[C] | ii̢ | ij | l’ | ń  | o   | oͤ   | ſ s | ſↄ[D] | ß  | t’ | u   | u[B] | w[C] | uͤ   |
| Ma        | á | c dz           | cs | é       | gy       | g         | i í | j    | j    | ij | ji | ly | ny | o ó | ö ő | s   | zs    | sz | ty | u ú | v    | v    | ü ű |

- ↑ A 1 ↑ A 2 ↑ A 3   e, i előtt
- ↑ B 1 ↑ B 2   magánhangzó előtt
- ↑ C 1 ↑ C 2   magánhangzó után
- ↑ D:   ſ (hosszú s) összevonva a ß ligaturában levő ʒ alsó részével

Ez a helyesírás nem jelöli a hosszúságot a magánhangzóknál, a rövid változattól másképp hangzó á és é kivételével. A mássalhangzók hosszúságát pedig a mai helyesíráshoz hasonlóan a betű kettőzésével, digráf esetén az első betű diakritikus jel nélküli kettőzésével jelöli (például iecćziſit = jeddzísít „jegyzését”).
Észrevehető ezen az utóbbi példán, valamint sok hasonló példán (feijr = fejír „fejér”, ßotiuoͤk = szótivök „szótövëk”, stb.), hogy Sylvester az ifjúkora erősen i-ző nyelvjárását írja le és használja következetesen még az eltérő sárvári magyar nyelvi környezetben is: nem célja a magyar nyelv egységesítése.

### AzÚjszövetségfordítása
- Új Testamentum. Ford. Sylvester János. Újsziget: Abádi Benedek. 1541. – Fakszimile kiadása Varjas Béla gondozásában és kísérő tanulmányával: Új Testamentum. Főszerk. Varjas Béla. Budapest: Akadémiai kiadó. 1960.  = Bibliotheca Hungarica Antiqua,  1. [halott link]

Sylvester János készítette el az első teljes, korszerű, tudományos kritikát kiálló magyar Újszövetség-fordítást, amely az első hazai nyomdában készült magyar nyelvű könyvünk (kiadta Abádi Benedek).
A legjelentősebb, az Erasmus szövege nyomán készült Újszövetség-fordítást Sylvester filológiai kritikával ellenőrizte, és igyekezett az eredeti gondolatot szabatosan tolmácsolni. Bár felhasználta az Újszövetség régi magyar fordítását, az eredeti görög szöveget vette alapul. Az egyes evangéliumok összefoglalását disztichonokban adta, s szintén disztichonokban írta könyvének a magyar néphez szóló ajánlását is, elsőnek alkalmazva nyelvünkön az időmértékes verselést.
Munkásságával új fejezetet nyitott a magyar fordításirodalom fejlődésében, valamint a magyar stilisztika, filológia történetében is.
| Az ajánlás eleje eredeti helyesírással        | Mai helyesírással, ritmusképlettel | Mai helyesírással, ritmusképlettel | Mai helyesírással, ritmusképlettel |
| Profetāk āltal ßolt righeñ nêked az iſten,    | Próféták által szólt               |                                    | rígen néked az Isten,              |
| Profetāk āltal ßolt righeñ nêked az iſten,    | — — ǀ — — ǀ — —                    | ǁ                                  | — — ǀ — ∪ ∪ ǀ — ∪                  |
| Az kit ighirt imę vigre meg atta fiāt.        | Akkit igírt, ímé,                  |                                    | vígre megadta fiát.                |
| Az kit ighirt imę vigre meg atta fiāt.        | — ∪ ∪ ǀ — — ǀ —                    | ǁ                                  | — ∪ ∪ ǀ — ∪ ∪ ǀ —                  |
| Buzgo lilekuel ßol moſt ęs nêked ez āltal,    | Buzgó lílekvel szól                |                                    | most és néked ezáltal,             |
| Buzgo lilekuel ßol moſt ęs nêked ez āltal,    | — — ǀ — — ǀ — —                    | ǁ                                  | — — ǀ — ∪ ∪ ǀ — ∪                  |
| Kit haǵa hoǵ halgaſſ, kit haǵa hoǵ te koͤueſſ. | Kit hagya, hogy hallgass,          |                                    | kit hagya, hogy te kövess.         |
| Kit haǵa hoǵ halgaſſ, kit haǵa hoǵ te koͤueſſ. | — ∪ ∪ ǀ — — ǀ —                    | ǁ                                  | — ∪ ∪ ǀ — ∪ ∪ ǀ —                  |

### Esszék
Magyarországon az esszé műfajának megteremtője Sylvester János volt, vele kezdődik a magyar értekező próza. Ő írt először magyarul esszéket, valamivel azelőtt, hogy Michel de Montaigne (1533–1592) Franciaországban kitalálta az esszét mint műfajelnevezést.

### Művei
- Disputatio historico politica de origine, incrementis et variis rerum publicarum mutationibus / quam . . . sub praesidio . . . Georgii Hornii ... publico examini disquirendum subjicit Joannes Sylv. Püspökius, Ungarus. Leiden, 1655
- Uy Testamentum mag(y)ar n(y)elwen(n) mell(y)et az Görög és Diak n(y)elvböl uyonnan fordijtank, az Mag(y)ar nipnek Kereszt(y)en hütben valo ippülisire. Bibliotheca Hungarica antiqua (1). Akadémiai Kiadó, Budapest, 1960.
- Sylvester János latin-magyar nyelvtana; ford. C. Vladár Zsuzsa; Magyar Nyelvtudományi Társaság, Bp., 1989 (A Magyar Nyelvtudományi Társaság kiadványai)
- Grammatica Hungarolatina. Sárvár, 1539; tan. Szörényi László, fakszimile szöveggond. Kőszeghy Péter; hasonmás kiad.; Akadémiai, Bp., 1989 (Bibliotheca Hungarica antiqua)
- Grammatica Hungarolatina; szerk., bev., jegyz. Bartók István; kritikai kiad.; Akadémiai–Argumentum, Bp., 2006 (Bibliotheca scriptorum medii recentisque aevorum)

## Kapcsolódó szócikk
- Esszé